# Niland
Niland és una concentració de població designada pel cens dels Estats Units a l'estat de Califòrnia. Segons el cens del 2000 tenia 1.143 habitants.

## Demografia
Segons el cens del 2000, Niland tenia 1.143 habitants, 422 habitatges, i 281 famílies. La densitat de població era de 1.076,4 habitants/km².
Dels 422 habitatges en un 33,6% hi vivien nens de menys de 18 anys, en un 39,3% hi vivien parelles casades, en un 18,2% dones solteres, i en un 33,4% no eren unitats familiars. En el 29,1% dels habitatges hi vivien persones soles el 14,7% de les quals corresponia a persones de 65 anys o més que vivien soles. El nombre mitjà de persones vivint en cada habitatge era de 2,71 i el nombre mitjà de persones que vivien en cada família era de 3,32.
Per edats la població es repartia de la següent manera: un 30% tenia menys de 18 anys, un 8% entre 18 i 24, un 24% entre 25 i 44, un 22,4% de 45 a 60 i un 15,6% 65 anys o més.
L'edat mediana era de 36 anys. Per cada 100 dones de 18 o més anys hi havia 105,7 homes.
La renda mediana per habitatge era de 25.592 $ i la renda mediana per família de 27.500 $. Els homes tenien una renda mediana de 36.786 $ mentre que les dones 26.250 $. La renda per capita de la població era d'11.297 $. Entorn del 15,1% de les famílies i el 21,4% de la població estaven per davall del llindar de pobresa.

## Poblacions més properes
El següent diagrama mostra les poblacions més properes.